# Monte McKinley
Monte McKinley, também conhecido pelo seu antigo nome oficialmente chancelado pelo governo dos Estados Unidos, Denali (do dena’ina: o grande), é a montanha mais alta na América do Norte, com um cume que chega a 6.190 metros acima do nível do mar. Com cerca de 5.500 m, a altura da base ao cume é a maior entre todas as montanhas situadas inteiramente acima do nível do mar. Com uma proeminência topográfica de 6.144 m e um isolamento topográfico de 7.450 km, o Monte McKinley é o terceiro pico mais proeminente e o terceiro mais isolado, após o Monte Everest e Aconcágua. Localizado na Cordilheira do Alasca no interior do estado do Alasca, nos Estados Unidos, o Monte McKinley é a peça central do Parque Nacional e Reserva de Denali.
O povo koyukon que habita a área em torno da montanha chama o pico de "Deenali" por séculos. Em 1896, um garimpeiro o chamou de "Monte McKinley" em apoio a então candidato presidencial William McKinley; este foi nome o nome oficial reconhecido pelo governo dos Estados Unidos de 1917 até 2015 e novamente a partir de 2025. Em agosto de 2015, após insistência do governo do Alasca, o Departamento do Interior dos EUA anunciou a mudança do nome oficial da montanha para Denali. Antes disso, a maioria dos habitantes do Alasca já se referia a montanha como Denali. Em janeiro de 2025, o governo dos Estados Unidos reverteu a mudança e restabeleceu o nome oficial para Monte McKinley.
Em 1903, James Wickersham registrou a primeira tentativa de subir o Monte McKinley, que não teve sucesso. Em 1906, Frederick Cook reivindicou a primeira subida, que mais tarde foi provada ser falsa. A primeira ascensão verificável ao cume do Monte McKinley foi alcançada em 7 de junho de 1913, pelos alpinistas Hudson Stuck, Harry Karstens, Walter Harper e Robert Tatum, que passaram pela rota sul. Em 1951, Bradford Washburn foi pioneira na rota oeste, considerado o caminho mais seguro e mais fácil e, portanto, o mais popular em uso atualmente.
Em 2 de setembro de 2015, o Serviço Geológico dos EUA anunciou que a montanha tem 6.190 m de altura, não 6.194 m, como medido em 1952 ao utilizar a técnica de fotogrametria.

## Nomeação
Durante a época da colonização russa do Alasca, o nome comum era Bolshaya Gora (em russo:  Большая Гора, bolshaya = grande; gora = montanha), a tradução para russo de Denali.
O nome dado a esta montanha originalmente nas línguas atabascanas é Denali. Foi renomeado pelos estadunidenses de McKinley em homenagem a William McKinley, presidente dos Estados Unidos, tendo regressado ao seu nome antigo após uma ordem presidencial assinada a 28 de Agosto de 2015 pelo presidente Barack Obama, sendo essa decisão revertida em janeiro de 2025 pelo presidente Donald Trump, que restabeleceu o nome oficial para Monte McKinley.

## Proeminência
Esta montanha faz parte do grupo restrito dos sete cumes, e a sua ascensão é bem mais complicada, devido ao fator latitude. Por estar distante da linha do equador, seus dias e noites são bem mais frios do que em montanhas mais altas, como por exemplo o monte Everest. Situa-se no Alasca, próximo da pequena localidade de Talkeetna.